# Cicer balcaricum
Cicer balcaricum är en ärtväxtart som beskrevs av Anatol I. Galushko. Cicer balcaricum ingår i släktet kikärter, och familjen ärtväxter. Inga underarter finns listade i Catalogue of Life.